# Virtus Pallacanestro Bologna 2014-2015
Questa voce raccoglie le informazioni riguardanti la Virtus Pallacanestro Bologna nelle competizioni ufficiali della stagione 2014-2015.

## Stagione
La stagione 2014-2015 della Virtus Bologna, sponsorizzata Granarolo, è la 77ª in Serie A.
Per la composizione del roster si decise di cambiare formula, tornando a quella con 5 giocatori stranieri senza vincoli.
La Virtus Bologna si presenta ai nastri di partenza con un roster completamente rivoluzionato. Rispetto alla passata stagione non ci sono più Viktor Gaddefors, Brock Motum, Jerome Jordan, Willie Warren, Matt Walsh, Shawn King, Adam Pecháček, Dwight Hardy, Ndudi Ebi.
Altre operazioni in uscita sono state la cessione di Danilo Anđušić, di ritorno dal prestito al Valladolid, di Matteo Negri e di Giulio Gazzotti. Vi è stato, inoltre, il prestito di Aristide Landi alla Pall. Mantovana.
Gli unici confermati dalla passata stagione sono Matteo Imbrò e Simone Fontecchio.

## Organigramma societario
Staff dell'area tecnica
- Allenatore: Giorgio Valli
- Assistente: Daniele Cavicchi
- Assistente: Christian Fedrigo
- Assistente: Guido Martinolli
- Preparatore Atletico: Carlo Voltolini
- Medico: Gianpaolo Amato
- Ortopedico: Alessandro Lelli
- Fisioterapista: Andrea Nobili
- Fisioterapista: Iacopo Marzocchi

Area dirigenziale
- Presidente: Renato Villalta
- Vicepresidente: Alberto Marchesini
- Amministratore delegato: Piergiorgio Bottai
- Direttore sportivo: Bruno Arrigoni
- Team manager: Gianluca Berti
- Projects manager: Luigi Terrieri
- Relazioni esterne e addetto stampa: Marco Tarozzi
- Addetto stampa: Alessandro Cillario
- Segreteria: Rosa Festa
- Responsabile sito internet: Alessandro Cillario
- Responsabile statistiche Lega: Christian Negro
- Responsabile Settore giovanile: Giordano Consolini
- Responsabile organizzativo Settore giovanile: Alessandro Pasi

## Roster
| Granarolo Bologna 2014-15 | Granarolo Bologna 2014-15 |
| Giocatori                 | Staff tecnico             |
| ------------------------- | ------------------------- |

| N. | Naz.                   | Ruolo | Nome                     | Anno | Alt.   | Peso   |  |
| -- | ---------------------- | ----- | ------------------------ | ---- | ------ | ------ |  |
| 1  | Stati Uniti (bandiera) | AG    | Okaro White              | 1992 | 205 cm | 93 kg  |  |
| 8  | Italia (bandiera)      | C     | Gino Cuccarolo           | 1987 | 221 cm | 125 kg |  |
| 9  | Stati Uniti (bandiera) | P     | Abdul Gaddy              | 1992 | 190 cm | 87 kg  |  |
| 11 | Italia (bandiera)      | G     | Marco Portannese         | 1989 | 198 cm | 89 kg  |  |
| 12 | Italia (bandiera)      | P     | Matteo Imbrò             | 1994 | 189 cm | 82 kg  |  |
| 13 | Italia (bandiera)      | A     | Simone Fontecchio        | 1995 | 199 cm | 91 kg  |  |
| 14 | Italia (bandiera)      | AG    | Valerio Mazzola          | 1988 | 205 cm | 96 kg  |  |
| 18 | Italia (bandiera)      | AP    | Gabriele Benetti         | 1995 | 198 cm | 81 kg  |  |
| 21 | Stati Uniti (bandiera) | G     | Jeremy Hazell            | 1986 | 195 cm | 86 kg  |  |
| 24 | Stati Uniti (bandiera) | C     | Augustus Gilchrist       | 1989 | 208 cm | 109 kg |  |
| 25 | Stati Uniti (bandiera) | P     | Allan Ray (C)            | 1984 | 188 cm | 86 kg  |  |
| 33 | Stati Uniti (bandiera) | AC    | Juvonte Reddic           | 1992 | 207 cm | 112 kg |  |
| -  | Italia (bandiera)      | C     | Riccardo Cattapan ((G))  | 1997 | 212 cm | 104 kg |  |
| -  | Italia (bandiera)      | A     | Tommaso Oxilia ((G))     | 1998 | 198 cm | 85 kg  |  |
| -  | Italia (bandiera)      | P     | Andrea Tassinari ((G))   | 1996 | 182 cm | 71 kg  |  |
| -  | Italia (bandiera)      | A     | Roberto Vercellino ((G)) | 1997 | 202 cm | 86 kg  |  |

| Allenatore                                                                         |
| - Giorgio Valli                                                                    |
| Assistente/i                                                                       |
| - Daniele Cavicchi - Cristian Fedrigo - Mattia Largo Legenda - (C) Capitano Roster |

## Mercato

### Sessione estiva
| Acquisti | Acquisti             | Acquisti            | Acquisti      | Acquisti |
| R.       | Nome                 | da                  | Modalità      |          |
| -------- | -------------------- | ------------------- | ------------- | -------- |
| C        | Gino Cuccarolo       | Brescia             | definitivo    |          |
| G        | Jeremy Hazell        | Free agent          | definitivo    |          |
| P        | Abdul Gaddy          | Maine Red Claws     | definitivo    |          |
| AC       | Valerio Mazzola      | Sutor Montegranaro  | definitivo    |          |
| C        | Augustus Gilchrist   | Iowa Energy         | definitivo    |          |
| G        | Allan Ray            | Cedevita Junior     | definitivo    |          |
| AG       | Okaro White          | Fl. State Seminoles | definitivo    |          |
| C        | Aristide Landi       | Fortitudo Bologna   | fine prestito |          |
| G        | Marco Portannese     | Orlandina           | definitivo    |          |
| P        | Danilo Anđušić       | Valladolid          | fine prestito |          |
| AG       | Corrado Bianconi     | A. Costa Imola      | fine prestito |          |
| AC       | Filippo Baldi Rossi  | Aquila Trento       | fine prestito |          |
| P        | Gabriele Spizzichini | Kleb Ferrara        | fine prestito |          |

| Cessioni | Cessioni             | Cessioni         | Cessioni       | Cessioni |
| R.       | Nome                 | a                | Modalità       |          |
| -------- | -------------------- | ---------------- | -------------- | -------- |
| AP       | Viktor Gaddefors     | Pall. Mantovana  | fine contratto |          |
| G        | Dwight Hardy         | Trabzonspor      | fine contratto |          |
| AP       | Matt Walsh           | Eskişehir        | fine contratto |          |
| C        | Jerome Jordan        | Brooklyn Nets    | fine contratto |          |
| AG       | Brock Motum          | Adelaide 36ers   | fine contratto |          |
| C        | Shawn King           | Le Havre         | fine contratto |          |
| G        | Matteo Negri         | Universo Treviso | fine contratto |          |
| C        | Aristide Landi       | Pall. Mantovana  | prestito       |          |
| AC       | Ndudi Ebi            | Zamalek          | fine contratto |          |
| PG       | Willie Warren        | Ch. Fly Dragons  | fine contratto |          |
| AG       | Giulio Gazzotti      | Vanoli Cremona   | fine contratto |          |
| AC       | Adam Pecháček        | Pall. Reggiana   | fine contratto |          |
| P        | Danilo Anđušić       | Bilbao Berri     | fine contratto |          |
| P        | Gabriele Spizzichini | Barcellona       | fine contratto |          |
| AG       | Corrado Bianconi     | Orlandina        | fine contratto |          |
| AC       | Filippo Baldi Rossi  | Aquila Trento    | fine contratto |          |

### Dopo l'inizio della stagione
| Acquisti | Acquisti       | Acquisti    | Acquisti        | Acquisti   |
| R.       | Nome           | da          | data            | Modalità   |
| -------- | -------------- | ----------- | --------------- | ---------- |
| C        | Juvonte Reddic | V.L. Pesaro | 21 gennaio 2015 | definitivo |

| Cessioni | Cessioni           | Cessioni      | Cessioni        | Cessioni    |
| R.       | Nome               | a             | data            | Modalità    |
| -------- | ------------------ | ------------- | --------------- | ----------- |
| G        | Marco Portannese   | Alba Fehérvár | 9 gennaio 2015  | rescissione |
| C        | Augustus Gilchrist | Latina Basket | 30 gennaio 2015 | rescissione |

## Risultati

### Serie A

#### Regular season

##### Girone di andata
| Sassari 12 ottobre 2014, ore 18:15 UTC+2 1ª giornata | Dinamo Sassari | 89 – 76 referto | Virtus Bologna | PalaSerradimigni |

| Casalecchio di Reno 19 ottobre 2014, ore 18:15 UTC+2 2ª giornata | Virtus Bologna | 74 – 69 referto | Orlandina | Unipol Arena |

| Casalecchio di Reno 26 ottobre 2014, ore 18:15 UTC+1 3ª giornata | Virtus Bologna | 79 – 73 referto | Juvecaserta | Unipol Arena |

| Cucciago 2 novembre 2014, ore 18:15 UTC+1 4ª giornata | Pall. Cantù | 89 – 67 referto | Virtus Bologna | Mapooro Arena |

| Pistoia 9 novembre 2014, ore 20:30 UTC+1 5ª giornata | Pistoia Basket | 72 – 73 referto | Virtus Bologna | PalaCarrara |

| Casalecchio di Reno 16 novembre 2014, ore 18:15 UTC+1 6ª giornata | Virtus Bologna | 79 – 83 referto | Reyer Venezia | Unipol Arena |

| Brindisi 23 novembre 2014, ore 18:15 UTC+1 7ª giornata | N.B. Brindisi | 75 – 64 referto | Virtus Bologna | PalaPentassuglia |

| Casalecchio di Reno 30 novembre 2014, ore 18:15 UTC+1 8ª giornata | Virtus Bologna | 78 – 66 referto | Pall. Reggiana | Unipol Arena |

| Casalecchio di Reno 7 dicembre , ore 18:15 UTC+1 9ª giornata | Virtus Bologna | 77 – 76 referto | Scandone Avellino | Unipol Arena |

| Masnago 14 dicembre 2014, ore 20:30 UTC+1 10ª giornata | Pall. Varese | 83 – 73 referto | Virtus Bologna | PalaWhirlpool |

| Casalecchio di Reno 20 dicembre 2014, ore 20:30 UTC+1 11ª giornata | Virtus Bologna | 70 – 83 referto | Vanoli Cremona | Unipol Arena |

| Pesaro 26 dicembre 2014, ore 18:15 UTC+1 12ª giornata | V.L. Pesaro | 67 – 70 referto | Virtus Bologna | Adriatic Arena |

| Casalecchio di Reno 29 dicembre 2014, ore 21:00 UTC+1 13ª giornata | Virtus Bologna | 58 – 81 referto | Olimpia Milano | Unipol Arena |

| Roma 4 gennaio 2015, ore 18:15 UTC+1 14ª giornata | Virtus Roma | 90 – 84 referto | Virtus Bologna | Palazzetto dello Sport |

| Casalecchio di Reno 11 gennaio 2015, ore 18:15 UTC+1 15ª giornata | Virtus Bologna | 88 – 78 referto | Aquila Trento | Unipol Arena |

##### Girone di ritorno
| Casalecchio di Reno 25 gennaio 2015, ore 18:15 UTC+1 1ª giornata | Virtus Bologna | 80 – 75 referto | Dinamo Sassari | Unipol Arena |

| Capo d'Orlando 1º febbraio 2015, ore 18:15 UTC+1 2ª giornata | Orlandina | 63 – 72 referto | Virtus Bologna | PalaFantozzi |

| Castel Morrone 8 febbraio 2015, ore 18:15 UTC+1 3ª giornata | Juvecaserta | 81 – 76 referto | Virtus Bologna | PalaMaggiò |

| Casalecchio di Reno 15 febbraio 2015, ore 20:30 UTC+1 4ª giornata | Virtus Bologna | 108 – 96 referto | Pall. Cantù | Unipol Arena |

| Casalecchio di Reno 1º marzo 2015, ore 18:15 UTC+1 5ª giornata | Virtus Bologna | 90 – 67 referto | Pistoia Basket | Unipol Arena |

| Mestre 8 marzo 2016, ore 18:2015UTC+1 6ª giornata | Reyer Venezia | 96 – 71 referto | Virtus Bologna | PalaTaliercio |

| Casalecchio di Reno 15 marzo 2014, ore 20:30 UTC+1 7ª giornata | Virtus Bologna | 75 – 68 referto | N.B. Brindisi | Unipol Arena |

| Reggio nell'Emilia 21 marzo 2015, ore 20:30 UTC+1 8ª giornata | Pall. Reggiana | 66 – 56 referto | Virtus Bologna | PalaBigi |

| Avellino 29 marzo 2015, ore 18:15 UTC+2 9ª giornata | Scandone Avellino | 96 – 79 referto | Virtus Bologna | PalaDelMauro |

| Casalecchio di Reno 4 aprile 2015, ore 20:30 UTC+2 10ª giornata | Virtus Bologna | 86 – 78 referto | Pall. Varese | Unipol Arena |

| Cremona 12 aprile 2015, ore 18:15 UTC+2 11ª giornata | Vanoli Cremona | 81 – 76 referto | Virtus Bologna | PalaRadi |

| Casalecchio di Reno 19 aprile 2015, ore 18:15 UTC+2 12ª giornata | Virtus Bologna | 89 – 85 referto | V.L. Pesaro | Unipol Arena |

| Assago 26 aprile 2015, ore 18:15 UTC+2 13ª giornata | Olimpia Milano | 117 – 92 referto | Virtus Bologna | Mediolanum Forum |

| Casalecchio di Reno 3 maggio 2015, ore 20:30 UTC+2 14ª giornata | Virtus Bologna | 90 – 77 referto | Virtus Roma | Unipol Arena |

| Trento 10 maggio 2015, ore 18:15 UTC+2 15ª giornata | Aquila Trento | 96 – 81 referto | Virtus Bologna | PalaTrento |

#### Play-off
I Quarti di Finale si giocano al meglio delle 5 partite. La squadra con il miglior piazzamento in classifica al termine della stagione regolare gioca in casa gara-1, gara-2 e la eventuale gara-5.
| Quarti di finale \| Squadra 1 \| Totale \| Squadra 2 \| Gara 1 \| Gara 2 \| Gara 3 \| Gara 4 \| Gara 5 \| \| ---------------- \| ------ \| ---------------- \| ------ \| ------ \| ------ \| ------ \| ------ \| \| 1 Olimpia Milano \| 3-0 \| Virtus Bologna 8 \| 90-67 \| 99-72 \| 92-65 \| \| \| |        |                  |        |        |        |        |        |
| Squadra 1 | Totale | Squadra 2        | Gara 1 | Gara 2 | Gara 3 | Gara 4 | Gara 5 |
| --- | ------ | ---------------- | ------ | ------ | ------ | ------ | ------ |
| 1 Olimpia Milano | 3-0    | Virtus Bologna 8 | 90-67  | 99-72  | 92-65  |        |        |

##### Quarti di finale
| Arbitri: | Martolini (Roma) Rossi (Anghiari) Bartoli (Trieste) |

|                                          |            |                                           |
| D. Hackett 15 B. Cerella 11 L. Kleiza 10 | Punti      | 16 A. Gaddy 15 S. Fontecchio 11 J. Hazell |
| D. Hackett 6                             | Assist     | 2 O. White, A. Gaddy, S. Fontecchio       |
| S. Samuels 10                            | Rimbalzi   | 6 G. Cuccarolo                            |
| Luca Banchi                              | Allenatori | Giorgio Valli                             |

| Arbitri: | Taurino (Vignola) Begnis (Crema) Weidmann (Montagano) |

|                                                      |            |                                    |
| M. Brooks 16 A. Gentile 15 B. Cerella, D. Hackett 13 | Punti      | 24 J. Hazell 22 A. Ray 14 O. White |
| J. Ragland 7                                         | Assist     | 2 J. Hazell, A. Ray                |
| N. Melli 7                                           | Rimbalzi   | 12 O. White                        |
| Luca Banchi                                          | Allenatori | Giorgio Valli                      |

| Arbitri: | Lamonica (Roseto degli Abruzzi) Di Francesco (Teramo) Roberto Chiari (Ponzano Veneto) |

|                                       |            |                                          |
| A. Ray 17 S. Fontecchio 14 O. White 9 | Punti      | 18 A. Gentile 12 M. Brooks 11 D. Hackett |
| A. Gaddy 3                            | Assist     | 4 J. Ragland                             |
| O. White 7                            | Rimbalzi   | 8 A. Gentile                             |
| Giorgio Valli                         | Allenatori | Luca Banchi                              |